# Teresa Moodie
Pour les articles homonymes, voir Moodie.
Teresa Moodie, née le 11 septembre 1978 à Harare, est une nageuse zimbabwéenne.

## Carrière
Teresa Moodie remporte aux Jeux africains de 1995 à Harare la médaille d'argent sur les relais 4 x 100 mètres nage libre et quatre nages ainsi que la médaille de bronze sur le relais 4 x 200 mètres nage libre
Elle dispute ensuite les Jeux olympiques d'été de 1996 à Atlanta, nageant les séries du 50, 100 et 200 mètres nage libre.
Aux Jeux africains de 1999 à Johannesbourg, elle est médaillée d'or du relais 4 x 100 mètres nage libre, médaillée d'argent du 100 mètres nage libre et médaillée de bronze du 100 mètres papillon,.

## Famille
Elle est la sœur de la nageuse Storme Moodie.